# Barbara Czopek
Barbara Czopek, coniugata Dobrucka (Varsavia, 1º settembre 1931 – 27 ottobre 1993), è stata una cestista polacca.

## Carriera
Con la Polonia ha disputato gli Europei del 1950 e quelli del 1952.